# Шарлотта Бах
Шарлотта Бах (англ. Charlotte Bach), урожд. Карол Хайду (венг. Karoly Hajdu; 9 февраля 1920, Кишпешт, Венгрия — 17 июня 1981, Лондон, Великобритания), — британско-венгерская самозванка и автор оригинальных маргинальных теорий эволюции и психологии. Будучи трансгендерной женщиной, она выдавала себя за учёную и бывшую университетскую преподавательницу, бежавшую из коммунистической Венгрии. Шарлотта Бах читала общественные лекции по «этологии человека», в которых утверждала, что движущей силой эволюции являются сексуальные отклонения. В 1970-х годах она приобрела статус культовой фигуры среди ряда писателей, учёных, представителей ЛГБТ-движения и нью-эйджа в Лондоне. Её истинная личность была открыта только после её смерти.

## Биография

### Ранние годы
Шарлотта Бах родилась мальчиком 9 февраля 1920 года в местечке Кишпешт около Будапешта. При рождении она получила имя Карол Хайду (венг. Karoly Hajdu). Его отец, Михай Хайду, был портным, а мать, Роза Фриц, происходила из шахтёрской семьи. В 1923 году семья переехала в Будапешт. Детство Карола было бедным, однако наблюдение за богатыми и образованными клиентами его отца произвело на ребёнка большое впечатление. В 1926 году он пошёл в начальную школу, а через четыре года продолжил обучение в Гимназии Андраша Фая. В детстве Карол имел мало друзей, общаясь преимущественно со своими братом и сестрой. Увлекался чтением научных книг по истории, философии и психологии. Карол начал воровать и сочинять истории о себе уже в подростковом возрасте. В 15 лет поступил в Технический колледж Яноша Бойяи (венг. Bolyai János Műszaki Technikum és Kollégium). В это же время он потерял девственность с проституткой, но самым запоминающимся из этой встречи стало для него наблюдение за надевающей чулки женщиной. С этого момента он стал задумываться о своей гендерной идентичности, смутные сомнения в которой были у него с детства. Вскоре Карол бросил учёбу.

### В годы войны
В 1941 году, когда Венгрия в ходе Второй мировой войны объявила войну СССР, он подделал себе студенческое освобождение от призыва в армию. В октябре 1942 года он получил фальшивое свидетельство о рождении на имя Карола Михая Балажа Агостона Хайду и начал выдавать себя за сына барона. При этом Карол действительно производил впечатление успешного человека. Некоторые родственники подозревали его в грабежах заброшенных во время войны домов.

### В Великобритании
После войны Карол поступил в Будапештский университет технологии, но в первый же год забросил занятия. После прихода к власти коммунистов, опасаясь преследований, он решил бежать из страны. В 1948 году Карол прибыл в Великобританию. Обладая респектабельной внешностью, манерами и зная английский язык, он начал выдавать себя за университетского преподавателя и барона Карла Хайди. Сначала он работал переводчиком для беженцев в офисе Министерства труда в Харвиче, после — администратором и бухгалтером в отеле в Линтоне, затем главным помощником в Британском Совете в Лондоне.
В 1950 году у Карла снова возникли сомнения в его гендерной идентичности. Он начал тайно надевать женскую одежду. Вскоре, однако, Карл познакомился с девушкой по имени Филлис, на которой женился. Его впечатлили в ней манера стильно одеваться и деловая хватка. При этом свои чемоданы с женскими платьями Карл не выбросил, а продолжал хранить. Вместе с женой они воспитывали её сына от первого мужа. Карл продолжал работать в сфере обслуживания: в отеле «Метрополь» в Брайтоне, баре «Пигаль» в Лондоне. Вскоре по предложению жены он открыл своё агентство недвижимости. Как отмечается биографами, в своей работе он не чуждался обмана.
В 1957 году Карол был обвинён газетой The Sunday People в присвоении денег, которые он, выдавая себя за барона, собирал якобы на помощь борцам с советской оккупацией в Венгрии. Вскоре после скандала он был вынужден объявить себя банкротом.
Жизненный кризис заставил Карла обратиться к канадскому гипнотерапевту У. Г. Уорну-Бересфорду, практиковавшему в своём кабинете на Харли-стрит. Вскоре, увлёкшись этим направлением психологии, он вновь меняет свою личность, начав выдавать себя за гипнотерапевта Мишеля Кароли. Подделав документы, он стал вести психотерапевтическую практику и общаться в светских кругах. В 1960 году Карл-Мишель познакомился с литературным агентом Питером Таубером, который рекомендовал его главному редактору газеты Today. С этого момента он начал печататься в ней как эксперт по психологии. В 1961 году издаётся его книга «Гипноз», где Карл-Мишель, в частности, излагает свои взгляды на «трансвестизм», который называет «эонизмом» (в честь Шевалье д’Эона).
Сняв квартиру-кабинет на Хартфорд-стрит, 23, Карл вскоре начал использовать её не только как рабочее пространство, но и место, где он скрывался от своей семьи и мог себе позволить перевоплощаться в женщину, надевая соответствующую одежду, парик и нанося косметику. Через некоторое время он начал выходить в таком виде на улицу, выдавая себя за «даму из графства». Однако в одну из таких прогулок его раскрыли и арестовали. Затем последовали ещё одно газетное разоблачение в мошенничестве, расставание с женой, неудачный роман, смерть жены и пасынка. Это ввергло Карла в очередной жизненный кризис. В 1963 году он заперся в квартире своей покойной жены, много читал, переодевался в её вещи, перевоплощаясь в различных женщин и фотографируя себя в таком виде. Позже Карл описывал этот период жизни как «эквивалент 40 дней Иисуса в пустыне», «архетипический шаманский кризис». В это время он также начал писать различные тексты (сам он утверждал, что написал три романа). Одним из этих произведений была научно-фантастическая сага «Второе пришествие», в которой Карл опять обратился к вопросам гендерной идентичности.
В 1966 году Карл был обвинён в суде в 13 преступлениях, связанных с мошенничеством с кредитом, незаконной торговой деятельностью. В результате он несколько месяцев провёл в тюрьме.

#### Перевоплощение и последующая жизнь

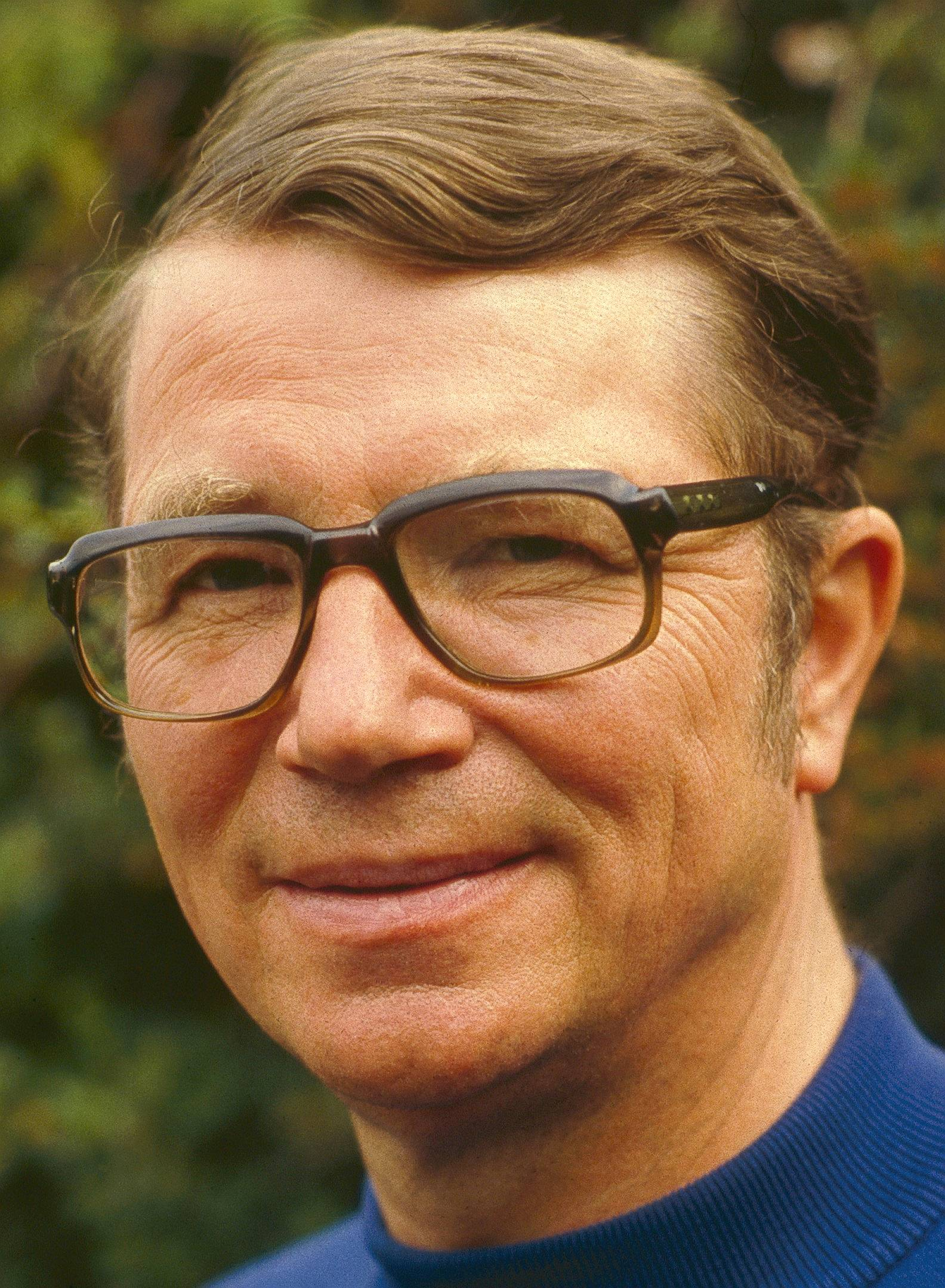
Колин Уилсон

После тюремного заключения Карл вновь поменял личность и одновременно начал жить как женщина. Взяв имя Шарлотты Бах, он представлялся как доктор наук и бывшая преподавательница Будапештского университета. Согласно её вымышленной биографии, она была замужем за профессором, но в 1948 году их с супругом выгнали из университета коммунисты. В 1965 году муж якобы умер во время операции, а сын погиб в автокатастрофе. Эти утраты, по её легенде, ввергли Шарлотту в депрессию, пытаясь побороть которую, она принялась за составление словаря по психологии. Исследуя раздел об «извращениях», она якобы сделала «глобальное» научное открытие, заключающееся в том, что «сексуальные отклонения» являются «двигателем эволюции».
Свою теорию в 1971 году Шарлотта Бах изложила в письме известному британскому писателю Колину Уилсону. Заинтересовавшись её развитым интеллектом, познаниями в истории европейской культуры и оригинальными идеями, он вскоре познакомился с нею лично. Колин Уилсон описывал Шарлотту Бах как «широкоплечую женщину-гиганта шесть футов роста» с «глубоким мужским голосом и сильным центральноевропейским акцентом», которая вела довольно бедный образ жизни, хотя имела аристократические манеры. Ему также показалось, что она была лесбиянкой.
Весной 1972 года Шарлотта Бах начала еженедельно проводить публичные лекции в квартире своей подруги в Белсайз-парке. На них она, в частности, утверждала, что занималась практикой домины, что дало ей уникальные исследовательские данные, которые легли в основу её теории психологии и эволюции. Публику для лекций Шарлотта Бах собирала по объявлениям в газете. Она была вся поглощена идеей общественного признания, представлялась лидером нового интеллектуального движения, писала многочисленные письма журналистам и телеведущим с предложением рассказать о своём «великом открытии». Однако в основном и пресса, и научный мир её игнорировали. При этом она приобрела культовый статус в узком кругу лондонских интеллектуалов. Теории Бах нашли своё отражение в представлениях современных ей ЛГБТ-движения и нью-эйджа.
В 1981 году Шарлотта Бах заболела раком печени. 17 июня по заявлению соседей, которые заметили, что она не берёт молоко с выходных, полиция проникла в её квартиру и обнаружила её мёртвой. Только в морге открылось, что Шарлотта Бах анатомически была мужчиной.

## Наследие
Работы Шарлотта Бах по, как она называла, «этологии человека» были подготовлены для публикации после её смерти британским гей-активистом Бобом Меллорсом, однако его убийство в 1996 году помешало изданию книги. В 1984 году Майкл Рот изложил её учение в своей книге. В 2002 году журналист Фрэнсис Уин опубликовал историю жизни Бах. В 2007 году режиссёром Чарльзом Мейплстоном (англ. Charles Mapleston) был снят документальный фильм «Шарлотта Бах».